# 栗山かなえ
栗山 かなえ（くりやま かなえ、2002年7月26日 - ）は、日本のクラリネット奏者。熊本県熊本市出身。東日本大震災直後より毎年、被災地音楽支援活動を行い、大川小学校児童遺族作・絵本「ひまわりのおか」の楽曲を作曲し各地で公演を行っている。

## 略歴
- 春日市立春日原保育所卒園
- 春日市立春日原小学校卒業
- 春日市立春日野中学校卒業
- 福岡県立春日高等学校卒業
- 2021年現在、東京芸術大学 音楽学部 器楽科在学中

## 主な公演活動
- 彩の国学生音楽祭Ⅷ[3]
- 第9回湧き上がる音楽祭in北九州[4]
- 栗山かなえクラリネットリサイタル[5]
- 芸大コンサート～ｔｈｅ ｎｅｘｔ ｇｅｎｅｒａｔｉｏｎｓ　ｖｏｌ．２～[6]
- 第38回おでかけそぴあえほん楽団「こどもコンサート」[7]

## 主な受賞歴
- 第20回日本ジュニア管打楽器コンクール 1位 金賞（中学生コース）[8]
- 福岡吹奏楽連盟第8回管打楽器ソロコンテスト 総合グランプリ 吹奏楽連盟理事長賞[9]
- 福岡吹奏楽連盟第11回管打楽器ソロコンテスト 総合グランプリ 吹奏楽連盟理事長賞[10]
- 第23回全日本中学生・高校生管打楽器ソロコンテスト審査員賞（森田格賞）[11]
- SAKURA JAPAN MUSIC COMPETITION 2020クラリネット部門グランプリ[12]
- 令和4年度春日市市民文化賞[13]
- 第24回（2022年）日本演奏家コンクール木管楽器部門大学生の部第3位受賞[14]